# Eburodacrys seminigra
Eburodacrys seminigra es una especie de escarabajo longicornio del género Eburodacrys, tribu Eburiini, subfamilia Cerambycinae. Fue descrita científicamente por Gounelle en 1909.

## Descripción
Mide 10-18,3 milímetros de longitud.

## Distribución
Se distribuye por Brasil y Paraguay.